# Ametzola
Ametzola (Amézola en espagnol), est un quartier de Bilbao du district 7 situé sur la rive gauche de la ria de Bilbao. Son nom est en hommage au grand industriel de Bilbao Don José Amézola y Aspizúa, fondateur de Banco de Bilbao et membre de son conseil d'administration jusqu'à son décès en 1922. M. José de Amézola a été, avec Don Francisco Villota, le premier médaillé olympique espagnol, médaille d'or en pelote basque (Paris, 1900).

## Situation
Le quartier se trouve sur la zone sud de Bilbao. Il est limité par Basurtu, Indautxu, Errekaldeberri-Larraskitu, Abando et Iralabarri.

## Transports

### Autobus
- Bilbobus:

| Ligne | Parcours                        | Fréquence (minutes)              |
| ----- | ------------------------------- | -------------------------------- |
| 27    | Arabella - Betolaza             | 15´                              |
| 57    | Miribilla - Hospital de Basurtu | 60´ circule du lundi au vendredi |
| 72    | Larraskitu - Gazteleku          | 12´                              |
| 76    | Artazu / Xalbador - Plaza Moyúa | 20´                              |
| 77    | El Peñascal - Larreagaburu      | 12´                              |
| A8    | Ametzola - San Justo            | 60´                              |

### Train

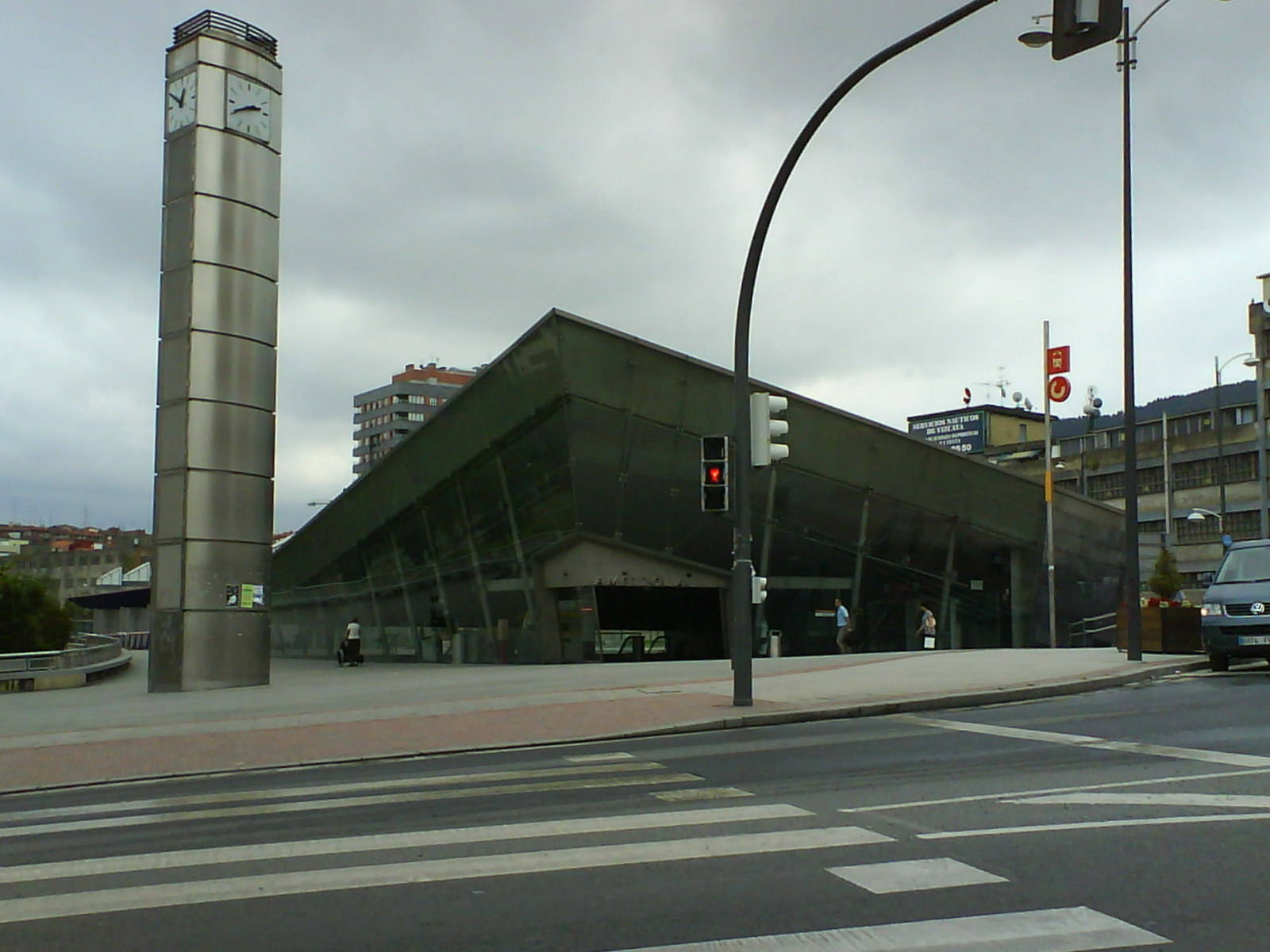
Station d'Ametzola de Renfe Cercanías et de la Feve.

Dans le pont de Gordóniz, qui relie le quartier de La Casilla avec celui de Errekaldeberri-Larraskitu on trouve la gare d'Ametzola, qui comprend les lignes suivantes :
- Renfe Cercanías Bilbao
  -  (Bilbao-Abando - Santurtzi)
  -  (Bilbao-Abando - Muskiz)

- Feve
  - B-1 Bilbao-Concordia - Balmaseda.
  - R-3b Bilbao-Concordia - Karrantza.
  - R-3 Bilbao-Concordia - Santander.
  - R-4 Bilbao-Concordia - León ou Ferrocarril de La Robla.

### Tramway
- EuskoTran: un projet de construction de la ligne  du tramway jusqu'au quartier dans les prochaines années est en étude.

### Voir également
- Amézola (pelotari).

### Articles  connexes
- Bilbao
- Errekalde, district auquel appartient le quartier